# Камбоджански гибон
Камбоджанският гибон още кампучийски гибон (Hylobates pileatus) е вид бозайник от семейство Гибони (Hylobatidae). Видът е застрашен от изчезване.

## Разпространение
Разпространен е в Камбоджа, Лаос и Тайланд.